# Erimerus wickhami
Erimerus wickhami är en stekelart som först beskrevs av William Harris Ashmead 1904.  Erimerus wickhami ingår i släktet Erimerus och familjen gallglanssteklar. Inga underarter finns listade i Catalogue of Life.